# 푸퉁역
푸퉁역(중국어: 阜通站)은 중국 베이징시 차오양구 왕징 가도 푸퉁 서대가, 광순 남대가 교차로에 위치한다. 베이징 지하철 14호선의 지하철역으로 2014년 12월 28일 14호선 동부구간 개통과 함께 개장되었다.

## 위치
푸퉁역은 왕징 지구 북동 4순환 도로 외곽, 광순 남북 거리를 따라 푸퉁 서가(북동 - 남서)와 광순 북대가 - 광순 남대가(북서 - 남동)의 교차점에 위치한다.

## 역 구조

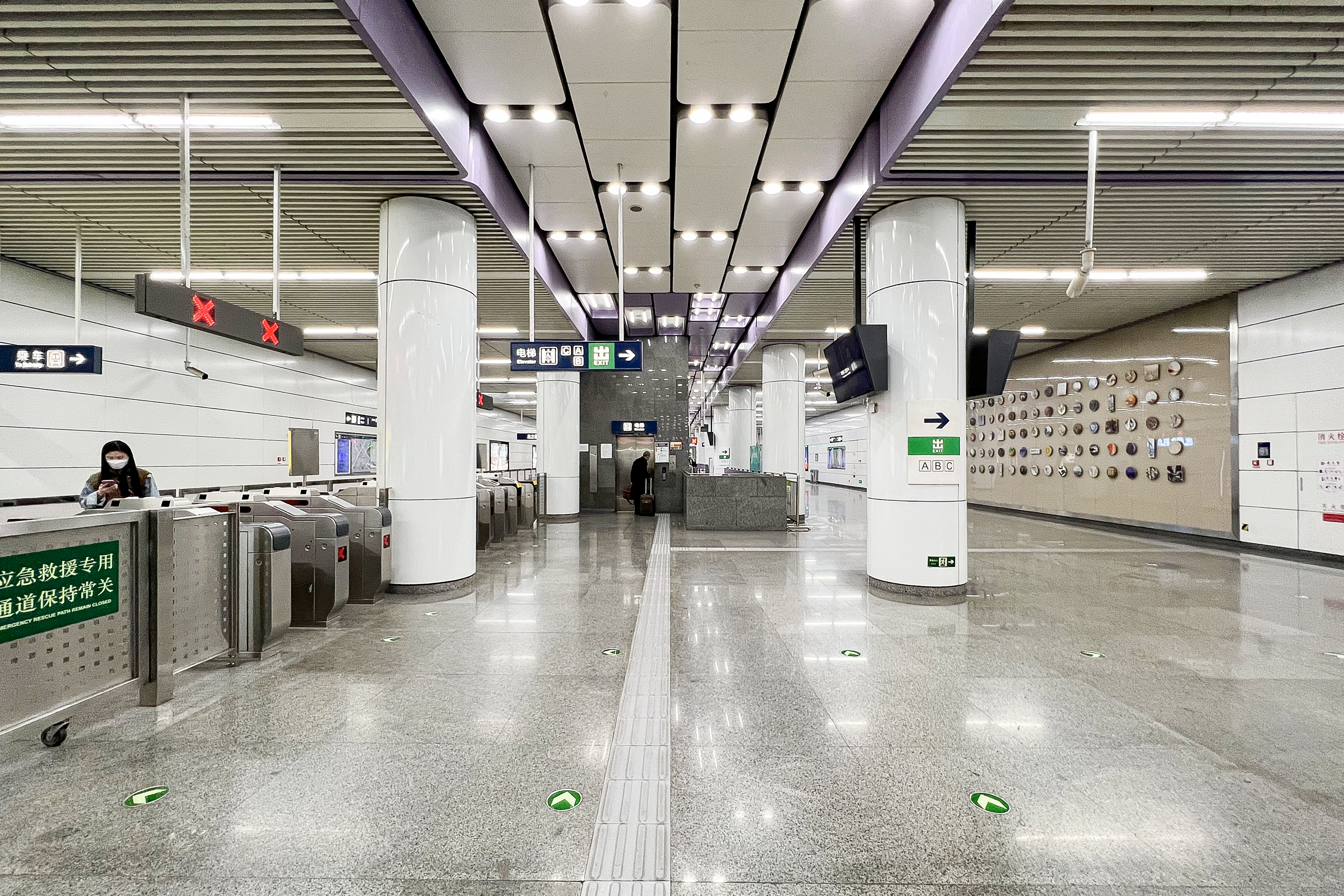
대합실(2022년 3월)

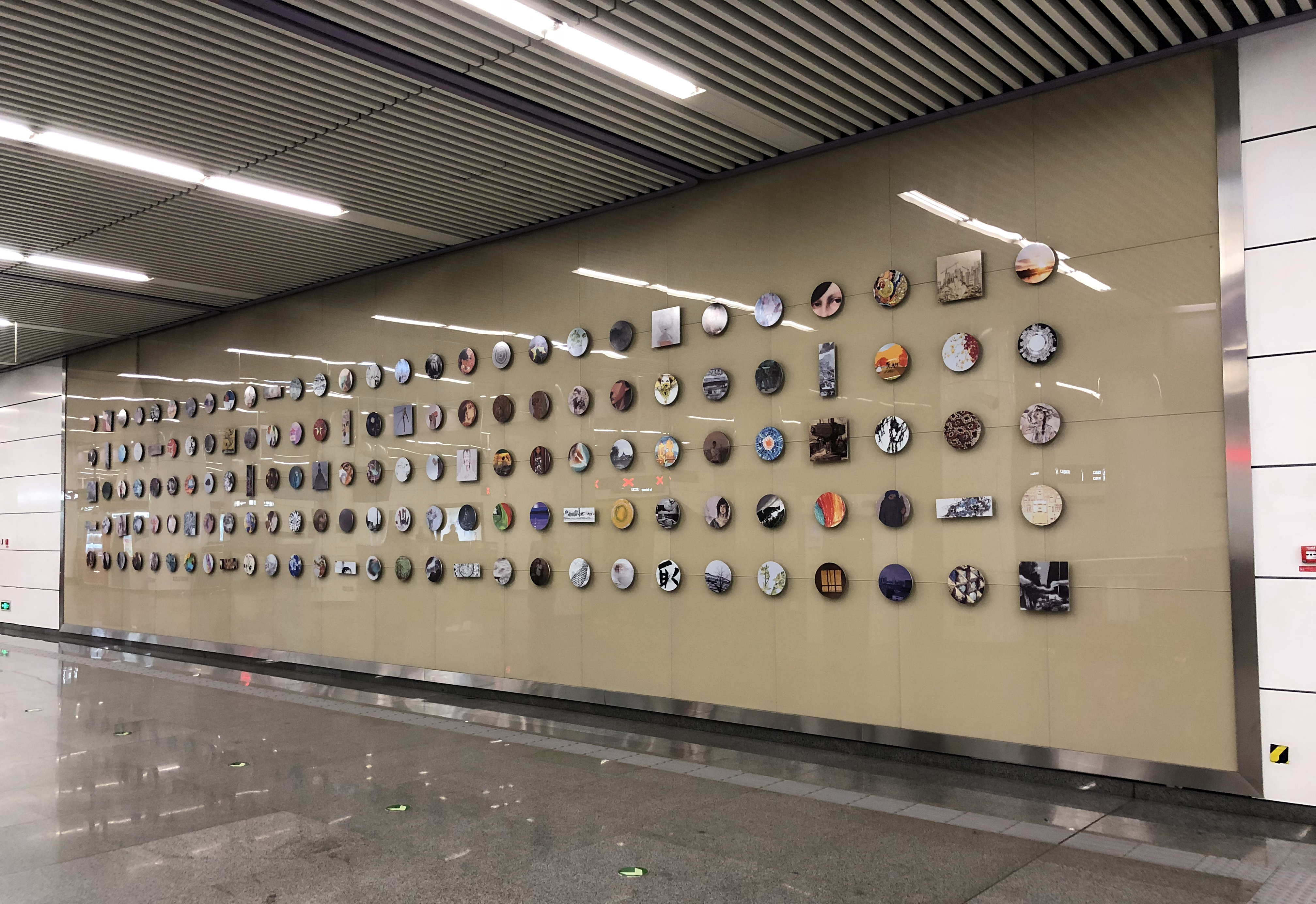
역사 내 벽화 '1인 1화'(2018년 3월)

### 층별 구조
푸퉁역은 12m 길이 섬식 승강장의 지하 2층 건물로 된 지하철역으로, 역 구조는 총 길이 249.6m, 표준구간 폭 21.3m, 건축면적 19,184㎡이다. 총 6개의 출입구가 존재한다.
실내 장식 색상은 보라색이고, 역의 천장 공간은 주변 상업 분위기에 부응하기 위해 부분적으로 높게 건설되었다.
| 지면층          | 출입구                          | A－C출입구                                      |
| 지하 1층 대합실 | 대합실                          | 발권 서비스, 자동 티켓 판매기, 이카통 카드 충전 |
| 지하 2층 승강장 | ←                               | ■ 14호선 장궈좡 방면 (왕징난)                   |
| 지하 2층 승강장 | 섬식 승강장, 왼쪽 출입문이 열림 |                                                 |
| 지하 2층 승강장 | →                               | ■ 14호선 산거좡 방면 (왕징)                     |

### 대합실
푸퉁역 대합실은 지하 1층에 위치하며 중앙미술학원의 교수이자 조각가인 왕중(王中)이 디자인한 예술 벽화 '1인 1화'가 있다.

### 승강장 구조
푸퉁역은 광순 남대가 하부에 1면 2선 섬식 승강장이 설치되어 있다.

## 출구
푸퉁역에는 3개의 출입구가 설치되어 있다.
|                         |                         | |      |           |
| 출구                    | 지시                    | 목적지 | 사진 | 편의 시설 |
| 出口 · A                | 푸퉁 서대가(阜通西大街) | 푸퉁 서대가(阜通西大街), 광순 남대가(广顺南大街), 대서양 신성(大西洋新城), 도시심해안아원(都市心海岸雅园) |      |           |
| 出口 · B                | 푸퉁 서대가(阜通西大街) | 푸퉁 서대가(阜通西大街), 광순 남대가(广顺南大街), 푸룽 거리(阜荣街), 왕징 서원(望京西园)                  |      |           |
| 出口 · C                | 광순 남대가(广顺南大街) | 광순 남대가(广顺南大街), 푸안 서로(阜安西路)                                                              |      | 빈칸      |
| 아이콘 설명: 엘리베이터 |                         | |      |           |